# Padec Faetonta (Rubens)
Padec Faetonta (tudi Padec Faetona) je slika flamskega mojstra Petra Paula Rubensa, ki prikazuje starogrški mit o Faetontu, ki se ponavlja v likovni umetnosti. Rubens se je odločil upodobiti mit na vrhuncu akcije, s strelami, ki jih je Zevs vrgel na desno. Grom zagotavlja svetlobni kontrast, da olajšajo prikaz groze na obrazu Faetonta, konj in drugih figur, hkrati pa ohranja temo dogodka. Krilate leteče ženske figure predstavljajo ure in letne čase, ki se grozi odzovejo, ko nočni in dnevni cikel postane moten. Moten je tudi velik astrološki krog, ki obkroža nebesa. Skupina teles tvori diagonalni oval v sredini, ki ločuje temne in svetle strani platna. Telesa so razporejena tako, da pomagajo gledalcu neprekinjeno potovati okoli tega ovalnega polja.
Rubens je naslikal Padec Faetonta v Rimu, slika pa je bila verjetno predelana pozneje okoli leta 1606/1608. V Narodni galeriji umetnosti je od 5. januarja 1990. Rubens je slikal tudi druge grške mitološke predmete, kot so Padec Ikarja, Perzej osvobaja Andromedo in Parisova sodba.

## Skica
- Olje na tabli, 28,1×27,5 cm, Royal Museums of Fine Arts of Belgium